# Liste des conseillers régionaux du Pas-de-Calais
La liste des conseillers régionaux du Pas-de-Calais est actuellement composé de 47 conseillers régionaux sur les 170 élus qui composent le Conseil régional des Hauts-de-France.

## Mandature

### 2021-2028
La liste des 47 conseillers régionaux du Pas-de-Calais : 
| Identité | Identité                  | Parti | Groupe                            |
| -------- | ------------------------- | ----- | --------------------------------- |
|          | Natacha Bouchart          | LR    | Les Républicains et apparentés    |
|          | Jean-François Rapin       | LR    | Les Républicains et apparentés    |
|          | Faustine Maliar           | LR    | Les Républicains et apparentés    |
|          | Daniel Fasquelle          | LR    | Les Républicains et apparentés    |
|          | Jean-Michel Taccoen       | DVD   | Les Républicains et apparentés    |
|          | Simon Jombart             | LR    | Les Républicains et apparentés    |
|          | Nathalie Gheerbrant       | LR    | Les Républicains et apparentés    |
|          | Mabrouka Dhiffalah        | DVD   | Les Républicains et apparentés    |
|          | Ghislain Tetard           | LR    | Les Républicains et apparentés    |
|          | Philippe Beauchamps       | DVD   | Les Républicains et apparentés    |
|          | Véronique Dumont-Deseigne | LR    | Les Républicains et apparentés    |
|          | Emmanuel Agius            | LR    | Les Républicains et apparentés    |
|          | Sophie Merlier-Lequette   | DVD   | Les Républicains et apparentés    |
|          | Sabine Finez              | LR    | Les Républicains et apparentés    |
|          | André Genelle             | DVD   | Les Républicains et apparentés    |
|          | Olivier Planque           | LR    | Les Républicains et apparentés    |
|          | Laurence Prouvot          | DVD   | Les Républicains et apparentés    |
|          | Pierre-Emmanuel Gibson    | LR    | Les Républicains et apparentés    |
|          | Philippe Caron            | DVD   | Les Républicains et apparentés    |
|          | Frédéric Leturque         | DVD   | Union centriste                   |
|          | Amel Gacquerre            | UDI   | Union centriste                   |
|          | Paulette Juilien-Peuvion  | UDI   | Union centriste                   |
|          | Marie-Noëlle Delaire      | UDI   | Union centriste                   |
|          | Hakim Elazouzi            | UDI   | Union centriste                   |
|          | Cathy Desfontaines        | UDI   | Union centriste                   |
|          | Catherine Fournier        | UDI   | Union centriste                   |
|          | François Decoster         | MoDem | MoDem, radicaux et apparentés     |
|          | Valérie Biegalski         | MoDem | MoDem, radicaux et apparentés     |
|          | Michèle Ducloy            | MoDem | MoDem, radicaux et apparentés     |
|          | Anthony Jouvenel          | MoDem | MoDem, radicaux et apparentés     |
|          | Christopher Szczurek      | RN    | Rassemblement national            |
|          | Christine Engrand         | RN    | Rassemblement national            |
|          | Bruno Bilde               | RN    | Rassemblement national            |
|          | Émilie Bommart            | RN    | Rassemblement national            |
|          | Alban Heusèle             | RN    | Rassemblement national            |
|          | Marie-Christine Duriez    | RN    | Rassemblement national            |
|          | Laurent Brice             | RN    | Rassemblement national            |
|          | Odile Casier              | RN    | Rassemblement national            |
|          | Bruno Clavet              | RN    | Rassemblement national            |
|          | Huguette Fatna            | RN    | Rassemblement national            |
|          | Marine Tondelier          | EÉLV  | Pour le climat, pour l'emploi     |
|          | Elodie Cloez              | LFI   | Pour le climat, pour l'emploi     |
|          | Alexandre Cousin          | EÉLV  | Pour le climat, pour l'emploi     |
|          | Nicolas Richard           | EÉLV  | Pour le climat, pour l'emploi     |
|          | Serge Marcellak           | PS    | Gauche républicaine et écologiste |
|          | Bernard Baude             | PCF   | Gauche républicaine et écologiste |
|          | Samia Sadoune             | PS    | Gauche républicaine et écologiste |